# Harmen Steenwijck

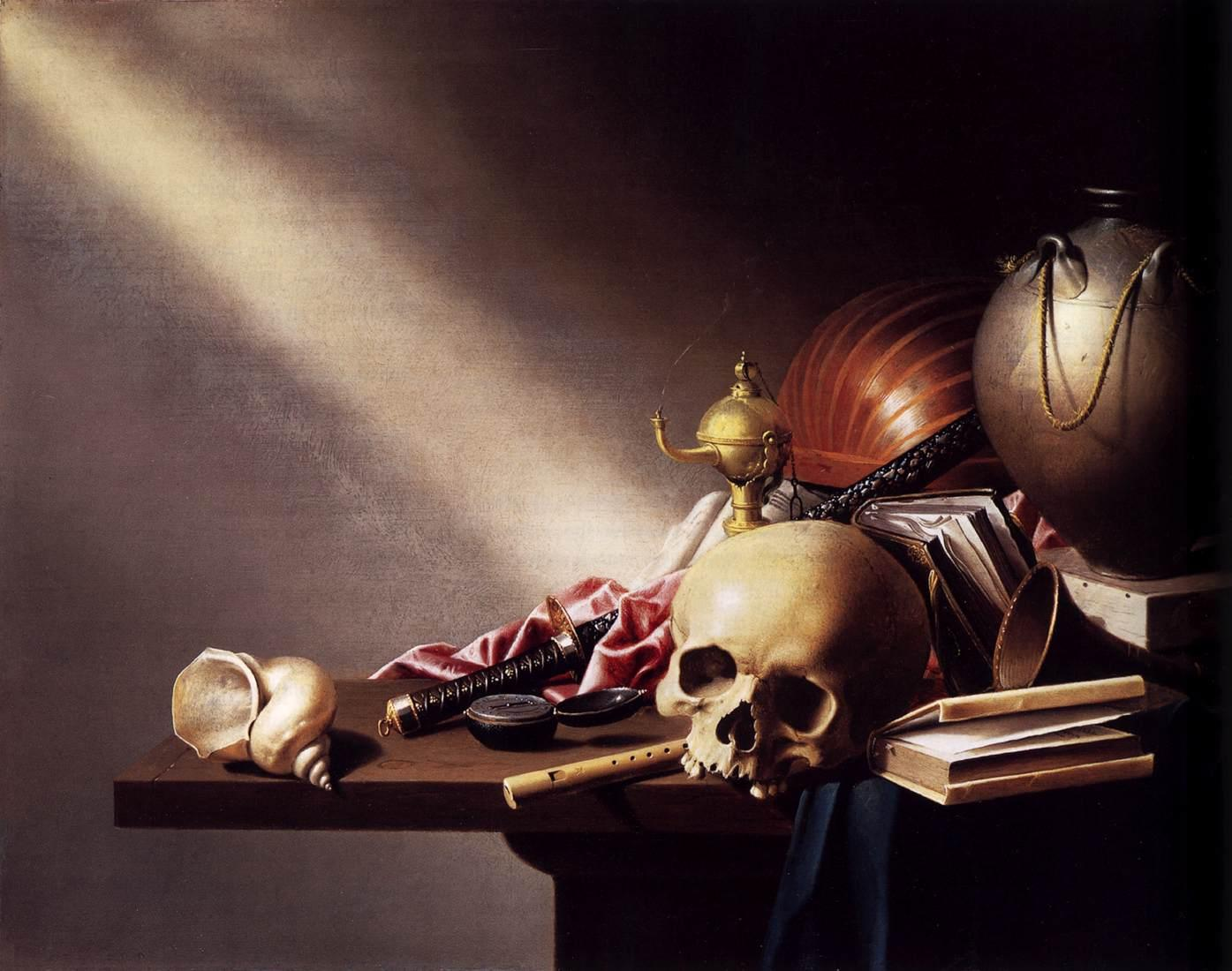
Uma alegoria das vaidades da vida humana, quadro pertencente ao acervo da National Gallery, em Londres (1640)

Harmen Steenwyck (c. 1612, Delft - c. 1656, Leiden) foi pintor neerlandês de naturezas-mortas da chamada Idade de Ouro Holandesa, quando essa região transformou-se na primeira potência capitalista do ocidente, pois nesta época floresceram o comércio, a ciência e a cultura local, as quais foram as mais aclamadas mundialmente.

## Biografia
Seu ano de nascimento é uma estimativa baseada na aparência de suas primeiras obras em 1628. Seu pai enviou Harmen, junto com seu irmão Pieter, que também tornou-se pintor, para aprender pintura com David Bailly, em Leiden. Harmen tem obras divulgadas em Leiden, entre 1628 e 1633, quando retorna para Delft, onde mora até 1654, quando fez uma viagem às Índias Orientais Holandesas.

## Obra
Steenwick é mais conhecido por seu sermão visual na pintura Uma alegoria das vaidades da vida humana, quadro pertencente ao acervo da National Gallery, em Londres.